# Садда
Садда (англ. Sadda) — город в Пакистане, второй по величине в агентстве Куррам. Садда находится в Федерально управляемых племенных территориях, недалеко от границы с Афганистаном.

## История
Во время Советско-Афганской войны в городе располагался центр по подготовке моджахедов под личным командованием Абдула Сайяфа.
В 2010 году стартовал национальный проект по урбанизации Зоны Племён. Садда был выбран в числе первых пяти городов которые попали под действие программы.